# TN-aardingssysteem
Het TN-net is een van de vaak voorkomende stroomnetten bij woningbouw en een van de drie soorten aardingssystemen.
Bij een TN-stelsel wordt, in tegenstelling tot bij een TT-aardingssysteem, alleen aan de transformatorzijde een verbinding met de aarde gemaakt. De nulleider van de transformator wordt geaard.
Het TN-stelsel kent drie uitvoeringen:
TN-CBij een TN-C stelsel is de beschermingsleiding gecombineerd met de nulleider. Deze gecombineerde geleider wordt wel PEN (Protective Earth Neutral) genoemd. In het verdeelnet is dus geen afzonderlijke beschermingsleiding opgenomen.
TN-SBij een TN-S stelsel wordt de aarde met een daarvoor bestemde beschermingsleiding naar de woning gebracht.
TN-C-SBij een TN-C-S stelsel is er geen aparte beschermingsleiding naar de woning, maar vanaf de hoofdverdeler (de "meterkast") wordt in de rest van de installatie de aarding wél als aparte geleider uitgevoerd.